# Amduat
L'Amduat ("ciò che è nell'aldilà") è un libro che fa parte di quei testi religiosi dell'antico Egitto destinati ad accompagnare il defunto nel suo viaggio nell'oltretomba per consentirgli di "vivere" ancora nel mondo ultraterreno.
Si tratta, generalmente, di formule e di racconti incentrati sul viaggio notturno del Dio sole (nelle sue diverse manifestazioni) e della sua lotta con le forze del male (tra cui il serpente Apopi) che tentano, nottetempo, di fermarlo per non farlo risorgere al mattino.
Il libro dell'Amduat è forse il principale trattato egizio (del Nuovo Regno) sulla vita nell'aldilà.
Chiamato dagli antichi "Il libro della Camera Nascosta”, è il più antico dei "libri" in qualche modo connessi alla sepoltura ed è quello maggiormente rappresentato nelle tombe della Valle dei Re. Tratta, fondamentalmente, del viaggio del Dio Sole (in tutte le sue manifestazioni: Khepri, Ra, Aton) nelle 12 divisioni dell'aldilà, corrispondenti alle Dodici Ore della notte.

## Esemplari

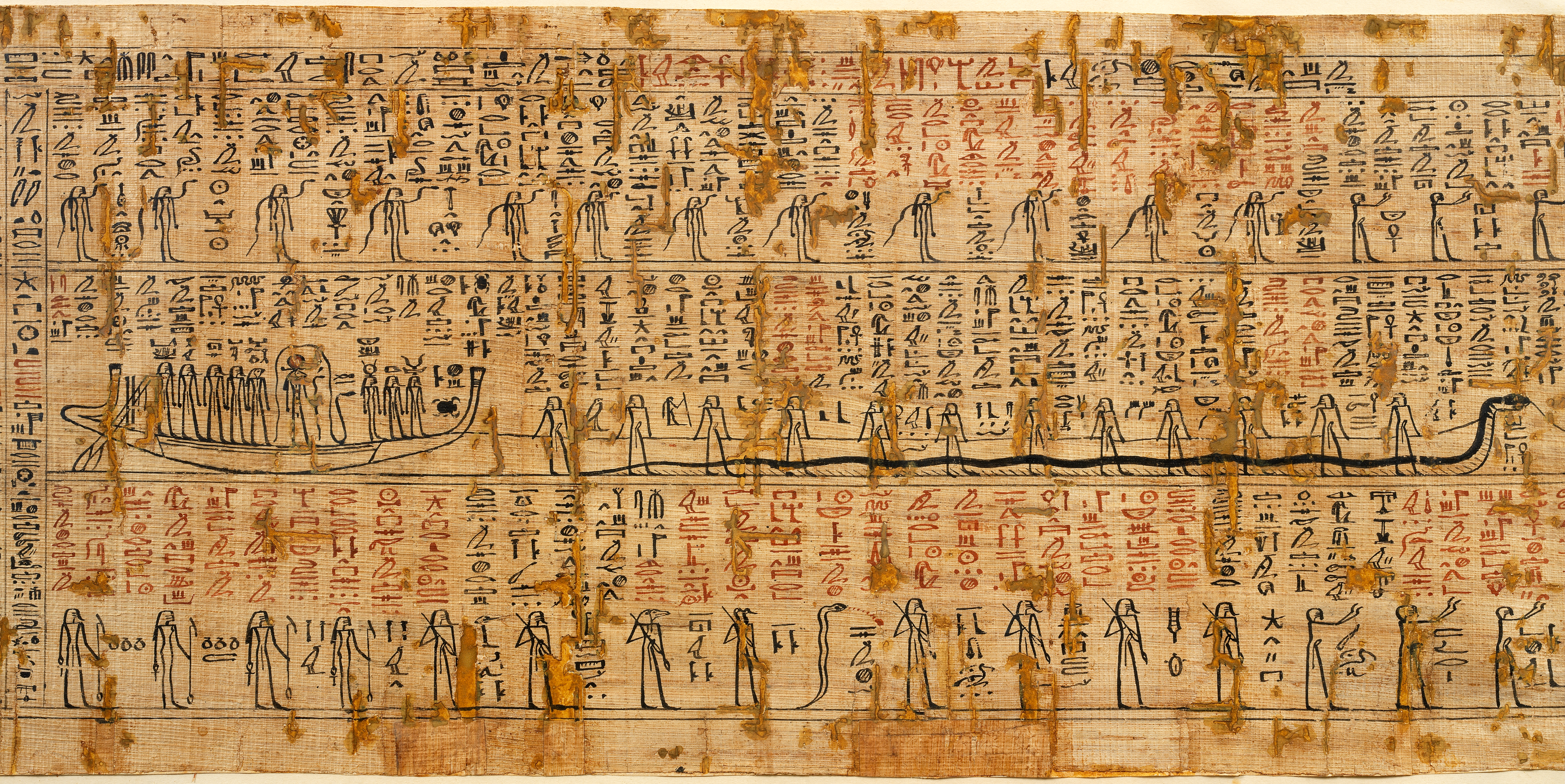
Libro dell'Amduat, dettaglio. Tebe, tra il 1076 e il 722 a.C., Terzo periodo intermedio dell'Egitto. Museo Egizio, Torino.

Versioni complete sono riportate nelle tombe di Thutmose III ed Amenofi II mentre nelle altre sono state trovate versioni parziali e stralci. Il libro è riportato nelle seguenti tombe della Valle dei Re (riportate in ordine cronologico di regno dei “Titolari” –ove noti-):
- Thutmose I, XVIII Dinastia, tomba KV38: la copia più antica;
- Hatshepsut, XVIII Dinastia, tomba KV20;
- Thutmose III, XVIII Dinastia, tomba KV34: copia completa;
- Amenofi II, XVIII Dinastia, tomba KV35: copia completa;
- Amenofi III, XVIII Dinastia, tomba KV22;
- Tutankhamon, XVIII Dinastia, tomba KV62: solo la 1 ora;
- Ay, XVIII Dinastia, tomba KV23: solo la 1 ora;
- Seti I, XIX Dinastia, tomba KV17 le prime 11 ore;
- Ramses II, XIX Dinastia, tomba KV7: ore 1ª, 2ª, 4ª, 5ª, 6ª, 7ª, 8ª, 12ª;
- Merenptah, XIX Dinastia, tomba KV8: ore 3ª, 4ª, 5ª, 10ª, 11ª;
- Seti II, XIX Dinastia, tomba KV15: ore 2ª, 3ª, 4ª, 5ª;
- Siptah, XIX Dinastia, tomba KV47: incompleto;
- Ramses III, XX Dinastia, tomba KV11: ore 4ª, 5ª;
- Ramses VI (in origine scavata per Ramses V), XX Dinastia, tomba KV9: prime 11 ore;
- Ramses IX, XX Dinastia, tomba KV6: ore 2ª, 3ª, 4ª.

## Le ore
Nella prima ora il Dio Sole entra nell'orizzonte occidentale (Akhet, che è anche una stagione dell'Antico Egitto): un passaggio tra giorno e notte. Nella seconda e terza ora, si passa attraverso un mondo ricco d'acqua chiamato 'Wernes' e 'Acque di Osiride'. Nella quarta ora si arriva all'impervio regno di sabbia di Sokar, il Dio Falco degli Inferi, dove incontra oscure vie, trasportato su un'imbarcazione-serpente. Nella quinta ora il Dio scopre la tomba di Osiride, che è un recinto sotto il quale si nasconde un lago di fuoco; la tomba è coperta da un tumulo piramidale (identificato con la dea Iside), e su cui sono scese Iside e Nefti sotto forma di due rapaci.
Nella sesta ora si verifica l'evento più significativo nel mondo sotterraneo. Il Ba (o anima) di Ra si unisce con il proprio corpo, o in alternativa con il Ba di Osiride all'interno del cerchio formato dal serpente Mehen. Questo evento è il punto in cui il Sole comincia la sua rigenerazione, è un momento di grande significato, ma anche di pericolo, visto che nella settima ora l'avversario Apopi, sta in agguato e deve essere soggiogato dalla magia di Iside, e dalla forza di Seth assistito da Selkis. Una volta che questo è stato fatto il Dio Sole apre le porte della tomba nell'ottava ora e poi lascia l'isola di sabbia di Sokar remando vigorosamente in acqua nella nona ora. Nella decima ora il processo di rigenerazione continua attraverso l'immersione nelle acque fino a che nell'undicesima ora gli occhi del Dio (un simbolo indice della sua salute e del suo benessere) sono completamente rigenerati. Nella dodicesima ora egli entra nell'orizzonte orientale pronto a risorgere ancora come il Sole di un nuovo giorno.